# Hexatoma flavocincta
Hexatoma flavocincta är en tvåvingeart som först beskrevs av Alexander 1920.  Hexatoma flavocincta ingår i släktet Hexatoma och familjen småharkrankar. Inga underarter finns listade i Catalogue of Life.